# Степанов, Георгий Иванович (генерал)
Георгий Иванович Степанов (1931—1973) — генерал-майор Советской Армии.

## Биография
Георгий Степанов родился 20 апреля 1931 года в деревне Долгуша Польского района. В 1950 году окончил школу № 2 в Калинине и был призван на службу в Советскую Армию. В 1952 году окончил Балашовское военное авиационное училище лётчиков-бомбардировщиков Авиации дальнего действия. Проходил службу на различных лётных и командных должностях, прошёл путь от лётчика до заместителя командира полка по лётной подготовке.
В 1963 году окончил Военно-воздушную академию. В 1966—1969 годах командовал полком, в 1969—1970 годах был заместителем командира, в 1970—1972 годах — командиром 22-й гвардейской тяжёлой бомбардировочной авиационной дивизии 6-го отдельного корпуса, в 1972—1973 годах — заместителем командира 6-го отдельного тяжёлого бомбардировочного авиационного корпуса.
Умер 22 февраля 1973 года, похоронен на аллее Почёта Нового кладбища Смоленска.
Генерал-майор (1969). Был награждён рядом медалей.